# Клюково (Високомазовецький повіт)
Клюково (пол. Klukowo) — село в Польщі, у гміні Клюково Високомазовецького повіту Підляського воєводства.
Населення — 596 осіб (2011).
У 1975-1998 роках село належало до Ломжинського воєводства.

## Демографія
Демографічна структура станом на 31 березня 2011 року:
|          | Загалом | Допрацездатний вік | Працездатний вік | Постпрацездатний вік |
| -------- | ------- | ------------------ | ---------------- | -------------------- |
| Чоловіки | 296     | 64                 | 195              | 37                   |
| Жінки    | 300     | 53                 | 170              | 77                   |
| Разом    | 596     | 117                | 365              | 114                  |